# Wright R-2600
El Wright R-2600 Cyclone 14 (també anomenat Twin Cyclone) és un motor radial nord-americà desenvolupat per Curtiss-Wright i àmpliament utilitzat en avions de la dècada de 1930 i 1940.

## Història
El 1935, Curtiss-Wright va començar a treballar en una versió més potent del seu reeixit R-1820 Cyclone 9. El resultat va ser el R-2600 Twin Cyclone, amb 14 cilindres disposats en dues files. La versió de 1.600 cv, R-2600-3, va ser dissenyada per al transport C-46 Commando. També va ser el motor que va equipar inicilament al caça naval F6F Hellcat.
El Twin Cyclone va impulsar diversos avions nord-americans importants de la Segona Guerra Mundial, inclosos l'A-20 Havoc, el B-25 Mitchell, el TBF Avenger, l'SB2C Helldiver i el PBM Mariner.
La producció total de motors R-2600 va sobrepassar les 50.000 unitats.

## Versions
- R-2600-1 - 1.600 CV (1.194 kW)
- R-2600-2 - 1.500 CV (1.118 kW)- Variant prototip, se'n van produir pocs.[2]
- R-2600-3 - 1.600 CV (1.194 kW)
- R-2600-4 - 1.650 CV (1.230 kW)[3]
- R-2600-6 - 1.600 CV (1.194 kW)
- R-2600-8 - 1.700 CV (1.268 kW)
- R-2600-9 - 1.700 CV (1.268 kW)
- R-2600-10 - 1.700 CV (1.268 kW)- Variant experimental R-2600 per al seu ús a gran altitud amb un sobrealimentador mecànic de dues etapes, en comparació amb el sobrealimentador d'una sola etapa habitual. El 2600-10 també va servir com a banc de proves per a la sobrealimentació turbo de la sèrie 2600. Es van produir molt poques.[4][5]
- R-2600-11 - 1.600 CV (1.194 kW)[6]
- R-2600-12 - 1.700 CV (1.268 kW)
- R-2600-13 - 1.700 CV (1.268 kW)
- R-2600-14 - 1.700 CV (1.268 kW)- Un dels motors que va alimentar el prototip F6F de Grumman, el XF6F-1 (l'R-2600-10 sobrealimentat de dues etapes també es va provar al XF6F-1). Grumman no estava content amb l'actuació, que va portar als 2.000 Motor hp Pratt & Whitney R-2800 que substitueix l'R-2600 als models de producció F6F.[7]
- R-2600-15 - 1.800 CV (1.342 kW)- Planificat per propulsar l'XB-33A, un model prototip del B-33 Super Marauder (en si mateix una versió a gran altitud del B-26 Marauder). El projecte va ser cancel·lat, i ni el prototip XB-33A ni la producció B-33A es van construir mai.[8]
- R-2600-16 - 1.700 CV (1.268 kW)- Similar a l'R-2600-10 i -14, el -16 va alimentar un prototip Grumman F6F, el XF6F-2.[9]
- R-2600-19 - 1.600 CV (1.194 kW), 1.660 CV (1.237 kW)
- R-2600-20 - 1.700 CV (1.268 kW), 1.900 CV (1.420 kW)
- R-2600-22 - 1.900 CV (1.420 kW)
- R-2600-23 - 1.600 CV (1.194 kW)
- R-2600-29 - 1.700 CV (1.268 kW), 1.850 CV (1.380 kW)
- GR-2600-A5B - 1.500 CV (1.118 kW), 1.600 CV (1.194 kW), 1.700 CV (1.268 kW)
- GR-2600-A71 - 1.300 CV (969 kW)
- GR-2600-C14 - 1.750 CV (1.304 kW)

## Dissenys en els quals es va utiltizat
- Boeing 314 Clipper
- Brewster SB2A Buccaneer
- Curtiss SB2C Helldiver
- Douglas A-20 Havoc
- Douglas B-23

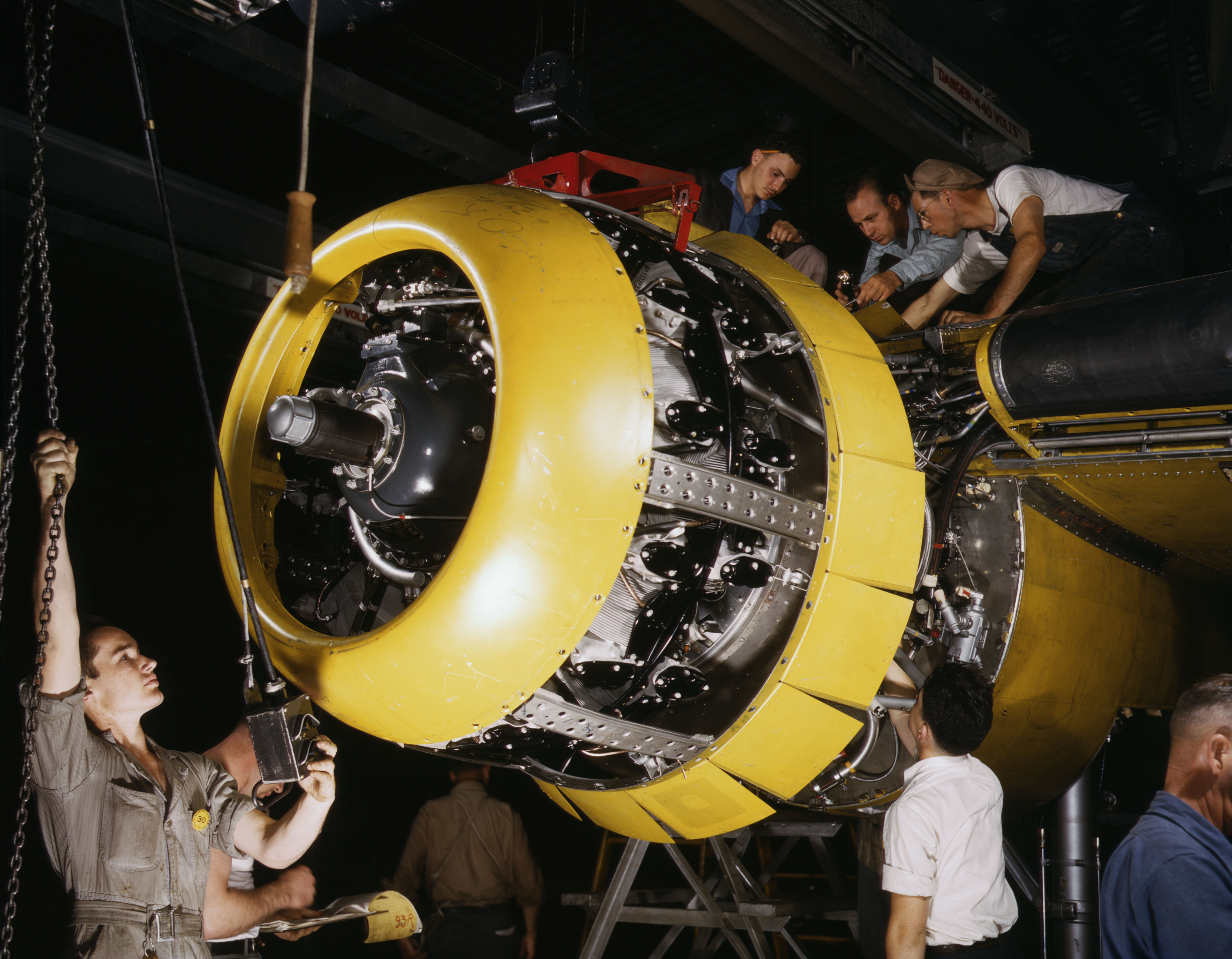
Instal·lació d'un motor Wright R-2600 a l'ala d'un bombarder B-25 Mitchell. Fàbrica de North American Aviation a Inglewood, Califòrnia

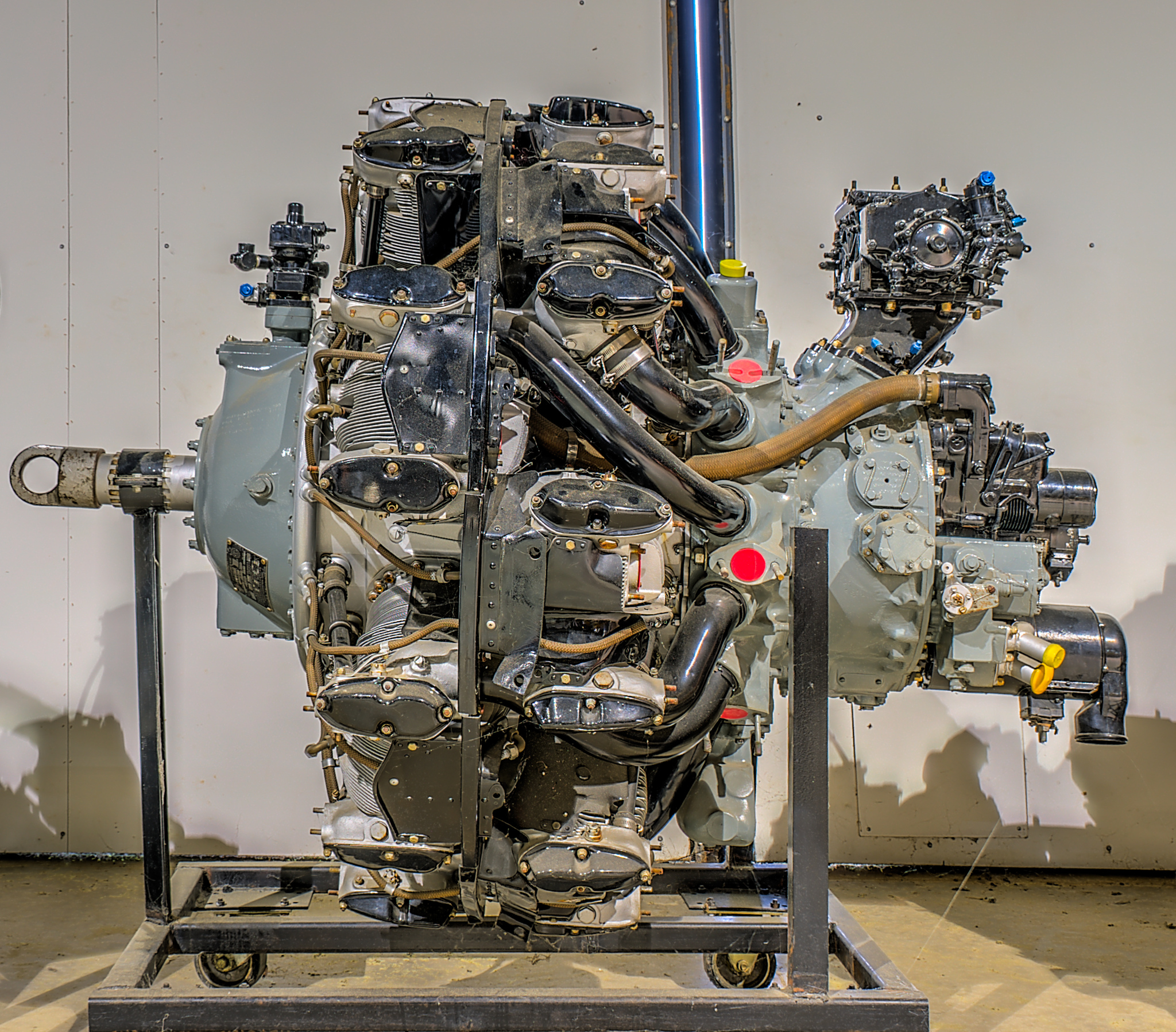
R-2600 exposat al Museu de l'Aviació de la base aèria de Robins

- Grumman F6F Hellcat (només prototips XF6F-1 i -2, abans de l'abril de 1942)
- Grumman TBF Avenger
- Lioré et Olivier LeO 451
- Martin Baltimore
- Martin PBM Mariner (versions anteriors al PBM-5 alimentat pel Double Wasp)
- North American B-25 Mitchell
- Vultee A-31 Vengeance

## Especificacions (GR-2600-C14BB)
Dades de Jane's.

### Característiques generals
- Tipus: motor radial de 14 cilindres en 2 fileres, sobrealimentat i refrigerat per aire
- Diàmetre dels cilindres: 155,6 mm
- Cursa dels cilindres: 160,3 mm
- Cilindrada: 2.604 polzades cúbiques (42,7 L)
- Longitud del motor: 62,06 polzades (1.576 mm)
- Diàmetre del motor: 55 polzades (1.397 mm)
- Pes en sec: 2.045 lliures (928 kg)

### Components
- Accionament de les vàlvules:dues vàlvules per cilindre, les d'escapamanet farcides de sodi.
- Sobrealimentador: mecànic de dues etapes, amb un rodet d'11 polzades (280 mm) de diàmetre, relació de compressió de 7,06:1 a baixa velocitat i 10,06:1 a alta velocitat
- Sistema del combustible: carburador Stromberg PR48A amb control automàtic de la mescla
- Sistema de l'oli: Càrter sec amb una bomba de pressió i dues de descàrrega
- Sistema de refrigeració: per aire

### Rendiment
- Potència:
  - 1,750 hp (1,300 kW) a 2.600 rpm a 3.200 peus (1.000 m) military power
  - 1,450 hp (1,080 kW) a 2.600 rpm a 15.000 peus (4.600 m) military power
- Cilindrada/potència: 0.67 hp/cu in (30 kW/L)
- Ràctio de compressió: 6.9:1
- Ràtio de potència/pes: 0.86 hp/lb (1.41 kW/kg)

## Desenvolupaments relacionats
- Wright R-1300 Cyclone 7
- Wright R-1820 Cyclone 9
- Wright R-3350 Duplex-Cyclone
- Hispano-Suiza 14Aa

## Motors comparables
- BMW 801
- Bristol Hercules
- Fiat A.74
- Gnome-Rhône 14N
- Mitsubishi Kasei
- Pratt & Whitney R-2800
- Shvetsov ASh-82 - versió derivada i metrificada dels motors radials de Wright Aeronautical[11]